# Tim Hughes
Pour les articles homonymes, voir Hughes.
Tim Hughes, né le 23 juillet 1977, est un musicien chrétien anglais, un conducteur de louange et un compositeur. Il est le fils d'un pasteur anglican, il a grandi à Birmingham et a étudié l'histoire à  l'Université de Sheffield.
Il appartient à l'Église Holy Trinity Brompton de Londres en Angleterre où il est un conducteur de louange. Il travaille pour worship central en enseignant des conducteurs de louange et des musiciens.
Tim Hughes a réalisé quatre albums: Here I Am to Worship, When Silence Falls et Holding Nothing Back. Son chant Here I Am to Worship a gagné le Dove Award et est devenu un chant de louange populaire. Il a été repris par Michael W. Smith dans son album Worship Again. En 2011, son quatrième album studio Love shine through sort .

## Discographie
- Here I am to Worship (2001, Worship Together Records)
- When Silence Falls (2004, Survivor Records)
- Holding Nothing Back (2007, Survivor Records)
- Love shine Through (2011, Survivor Records)